# Часник Реґеля
Часник Ре́ґеля, також цибу́ля Ре́геля, або цибу́ля ре́гелівська (Allium regelianum) — багаторічна рослина родини цибулевих, названа на честь директора Санкт-Петербурзького ботанічного саду Едуарда Реґеля. Причорноморсько-прикаспійський ендемік з розірваним ареалом. Рідкісний вид, занесений до Червоних книг України й Росії, а також до Європейського Червоного списку та Червоного списку Міжнародного союзу охорони природи. Перспективна декоративна та харчова культура.

## Опис
Багаторічна трав'яниста рослина заввишки 30-60 см, геофіт. Цибулини цього виду завширшки 0,75-1 см, яйцеподібні, сірувато-бурі, вкриті майже шкірястими оболонками. У верхній своїй частині (під піхвою нижнього листка) вони містять численні додаткові цибулинки, які, на відміну від материнської, мають буре або жовтувато-коричневе забарвлення. Коріння мичкувате, біле. Стебло відсутнє. Листків 3-4, вони значно коротші від стебла, завширшки близько 2 мм, зібрані в розетку або сидячі при основі квітконосів, напівциліндричні, порожнисті, розширені біля основи, а ближче до верхівки жолобчасті.
Квітконоси борознисті, у нижній частині огорнуті листковими піхвами на ⅓. Суцвіття — вкритий коротким опадним покривалом, густий зонтик, який може складатися з понад 100 квіток. Квітки двостатеві, актиноморфні, шестичленні, із яйцеподібною оцвітиною. Квітконіжки у суцвітті неоднакові за довжиною і будовою: зовнішні такої ж довжини, що й оцвітина, мають приквітки, внутрішні майже у чотири рази довші й приквітків не мають. Листочки оцвітини завдовжки близько 4 мм, видовжені або ланцетні, тупі, пурпурові з темною жилкою або бордові, рідко — білі. Листочки зовнішнього кола кілюваті. Пиляки зазвичай темного кольору і лише у білої форми — блідо-жовті. Стовпчик значно виступає за межі оцвітини.
Плід — коробочка з еліптичними, майже невиїмчастими стулками завдовжки 3 мм.

## Поширення
Ареал виду охоплює Північне Причорномор'я, Передкавказзя, Нижнє Надволжя, причому ці зони розповсюдження відокремлені одна від одної. Причорноморська частина ареалу лежить цілком у межах Лівобережжя України, а саме, у Миколаївській, Херсонській та Донецькій областях. Найбільші за розміром і чисельністю популяції розташовані в межах Голопристанського району Херсонської області і на теренах біосферного заповідника «Асканія-Нова». У заповіднику часник Реґеля постійно реєструють у Великому Чапельському, Хрестівському (Малому Чапельському), Мар'янівському, Агайманському подах, а також у подах Сугакли та Чорна Долина.
Східніші частини ареалу розташовані в Росії, де найбільші популяції зареєстровані у Волгоградській області. Найдавніший осередок, з якого було описано перші зразки виду, знаходився поблизу Сарепти, але ця популяція була знищена внаслідок забудови ділянки. У 1980-1990-х роках було описано нові місця зростання часнику Реґеля, розташовані на правому березі річки Медведиці в місці її впадіння у Дон, на околицях станиць Глазуновської та Распопинської. Втім, усі ці осередки нечисельні. Ще два осередки, знайдені на лівому березі річки Хопер та на теренах Шемякінської дачі, розташовані у доволі незвичних для цього виду ценозах: перший у майже напівпустельних умовах, інший — на заливній луці.

## Екологія
Рослина морозостійка, світлолюбна, помірно посухостійка, що поводить себе в різних частинах ареалу як мезофіт чи ксерофіт. Типовими місцями зростання цього виду є степові береги лиманів, солонцюваті степові поди, сухі лучні та степові солончаки, що дозволяє віднести його також і до типових галофітів. Здебільшого часник Реґеля оселяється на суглинистих ґрунтах, наприклад, лучно-каштанових, глейосолодях. Вид також може траплятися в агробіоценозах: на пасовищах і сіножатях.
Найчастіше ця рослина входить до складу рослинних угруповань союзу Limonio-Festucion класу Festuco-Limonietea. Слід зазначити, що у популяціях часнику Реґеля часто зростають близькоспоріднені види — цибуля круглоголова та скіфська. З одного боку, це утруднює розрізнення цих видів, внаслідок чого, цибулю скіфську деякі дослідники навіть розглядають як підвид часнику Реґеля. З другого боку, наявність дуже схожих видів подекуди призводить до помилкового визначення нових осередків часнику Реґеля, які згодом не підтверджуються іншими дослідниками.
Розмножується насінням і вегетативно. Цвітіння відбувається у червні-липні. Насіннєва продуктивність сильно залежить від погодних умов. Так, в спекотні роки відмічали пригнічення цвітіння, яке призводило до появи аномально дрібних (менше 1 см завширшки), малонасінних суцвіть або й повної їх відсутності. Водночас, вегетативне розмноження не залежить від погодних умов і загалом є поширеним у представників цього виду. В спекотні роки відновлення чисельності особин відбувається виключно вегетативними способами. Вегетативного розмноження, як правило, здійснюється відокремленням дочірніх цибулинок, при цьому нерідко утворюються густі куртинки. Вкрай рідко можливе утворення цибулинок безпосередньо у суцвітті подібно до того, як розмножується городній часник, але цей спосіб не відіграє великої ролі у відтворенні популяції.
Восени зі збільшенням опадів у часнику Реґеля починає відростати листя, всохле під час літньої посухи. За м'якої погоди листя залишається зеленим протягом усієї зими і відновлює свій розвиток навесні.

## Значення і статус виду
Попри географічну розтягнутість ареалу часник Реґеля належить до вузьких ендеміків відразу двох країн, України та Росії, тому що в обох його осередки невеликі і відносно нечисельні.
Головну загрозу для виду становить руйнація середовища, але її вплив сильно залежить від характеру змін. Наприклад, на сіножатях популяції часнику Реґеля доволі стійки, не зважаючи на те, що його цвітіння збігається із часом сінокосу, внаслідок чого практично усі генеративні особини скошуються і не встигають залишити насіння. В цьому випадку відновлення чисельності відбувається за рахунок вегетативного розмноження і є доволі успішним. На пасовищах рослини потерпають не лише від поїдання надземної частини тваринами, але й від деградації ґрунту через витоптування. Внаслідок цього популяція не встигає відновлюватись навіть вегетативним способом і поступово скорочується. Господарське освоєння територій призводить до повного винищення рослин за короткий час.
Отже, для збереження виду дієвими засобами є заборона зміни середовища, збирання, викопування рослин, перспективним буде також і розведення в культурі. Часник Реґеля можна вирощувати як городину, також можливе його застосування у квітникарстві, оскільки за декоративними якостями він схожий на інші дрібноквіткові види цибулі.
Наразі охорона виду в Україні здійснюється на теренах біосферних заповідників «Асканія-Нова» і Чорноморського. В культурі його вирощують у Санкт-Петербурзькому ботанічному саду. Часник Реґеля занесений до Червоного списку Міжнародного союзу охорони природи, Європейського Червоного списку, Червоних книг України і Росії. Крім того, в Росії він внесений також до регіональних Червоних книг Волгоградської та Саратовської областей.

## Таксономія
Перші зразки рослин цього виду були зібрані ботаніком Олександром Беккером наприкінці XIX сторіччя біля Сарепти. Перший науковий опис опублікований у праці «Флора Юго-Востока СССР» в 1929 році. Вид був названий на честь відомого ботаніка, директора Санкт-Петербурзького ботанічного саду Едуарда Реґеля.
За відомостями сайту «The Plant List» для цього таксона наводять лише два синоніми: Allium ampeloprasum var. regelianum (Beck) Nyman та Allium scythicum Zoz, причому останній систематики часто підносять до статусу окремого виду — цибулі скіфської. Зокрема, за усним повідомленням В. Мельника (2010 р.) видовий статус цибулі скіфської є дійсним.
Згідно зі «Словником українських наукових і народних назв судинних рослин», рекомендованою сучасною назвою для цього таксона є саме «часник Реґеля». Назва «цибуля Регеля» в минулому була поширена у науковій українській літературі, втім її бажано уникати, щоб запобігти плутанині з російським відповідником «лук Регеля» — ця назва хоч у звучить майже однаково, втім надана зовсім іншому виду Allium regelii, який не належить до флори України.